# Jeruksari
Jeruksari is een bestuurslaag in het regentschap Pekalongan van de provincie Midden-Java, Indonesië. Jeruksari telt 6697 inwoners (volkstelling 2010).